# Dracula robledorum
Dracula robledorum är en orkidéart som först beskrevs av Pedro Ortiz Valdivieso, och fick sitt nu gällande namn av Carlyle August Luer och Rodrigo Escobar. Dracula robledorum ingår i släktet Dracula och familjen orkidéer. Inga underarter finns listade i Catalogue of Life.